# Ron Randell
Ron Randell, nato Ronald Egan Randell (Sydney, 8 ottobre 1918 – Los Angeles, 11 giugno 2005), è stato un attore australiano.

## Biografia
Nato a Sydney, iniziò la sua carriera nei teatri e come speaker radiofonico durante l'adolescenza. Nel 1946 entrò nel cast del film Smithy, biografia dell'aviatore australiano Charles Kingsford Smith. Si trasferì a Hollywood nel mese di ottobre dello stesso anno e, nel 1947, la Columbia Pictures lo scritturò per il ruolo di Bulldog Drummond in due film a basso budget, Bulldog Drummond Strikes Back e Bulldog Drummond at Bay.
In seguito fu inserito nel cast di produzioni maggiori, come L'uomo dei miei sogni (1947), Gli amori di Carmen (1948) e il kolossal Il re dei re (1961). Continuò negli anni seguenti a lavorare in produzioni cinematografiche minori, in teatro e nella televisione. Dall'ottobre 1954 al dicembre 1955, presentò in televisione la serie antologica della ABC The Vise e nel 1964 e nel 1967 partecipò due volte come guest star alla serie Vita da strega.
Randell fu sposato più volte. Divorziò dalla sua prima moglie nel 1949. Fu fidanzato con l'attrice Amanda Blake, con la quale progettò di sposarsi, e con Marie Keith nel settembre del 1952. Sposò Laya Raki nel 1958 e rimasero insieme fino alla morte di Randell, a seguito di un ictus, all'età di 86 anni, a Los Angeles.

## Filmografia parziale

### Cinema
- Avventura sul Pacifico (Pacific Adventure - Southern Cross), regia di Ken G. Hall (1942)
- Smithy, regia di Ken G. Hall (1946)
- Bulldog Drummond at Bay, regia di Sidney Salkow (1947)
- Bulldog Drummond Strikes Back, regia di Frank McDonald (1947)
- L'uomo dei miei sogni (It Had to Be You), regia di Rudolph Maté e Don Hartman (1947)
- La donna senza amore (The Mating of Millie), regia di Henry Levin (1948)
- Gli amori di Carmen (The Loves of Carmen), regia di Charles Vidor (1948)
- Il segno del capricorno (The Sign of the Ram), regia di John Sturges (1948)
- La dinastia dell'odio (Lorna Doone), regia di Phil Karlson (1951)
- Captive Women, regia di Stuart Gilmore (1952)
- Salvate il re (The Brigand), regia di Phil Karlson (1952)
- L'avventuriero della Luisiana (The Mississippi Gambler), regia di Rudolph Maté (1953)
- Baciami Kate! (Kiss Me Kate), regia di George Sidney (1953)
- La donna è un male necessario (I am a Camera), regia di Henry Cornelius (1955)
- La figlia dello sceicco (Desert Sands), regia di Lesley Selander (1955)
- The She-Creature, regia di Edward L. Cahn (1956)
- I guerrieri di Alce Azzurro (Quincannon, Frontier Scout), regia di Lesley Selander (1956)
- Oltre Mombasa (Beyond Mombasa), regia di George Marshall (1957)
- La storia di Esther Costello (The Story of Esther Costello), regia di David Miller (1957)
- FBI squadra omicidi (The Girl in Black Stockings), regia di Howard W. Koch (1957)
- Il re dei re (King of Kings), regia di Nicholas Ray (1961)
- Il giorno più lungo (The Longest Day), regia di Ken Annakin, Andrew Marton e Bernhard Wicki (1962)
- Per sempre con te (Follow the Boys), regia di Richard Thorpe (1963)
- Oro per i Cesari, regia di André De Toth, Sabatino Ciuffini (1963)
- Das Haus auf dem Hügel, regia di Werner Klingler (1964)
- Grido di vendetta (Heiss weht der Wind), regia di Rolf Olsen (1964)
- El Cjorro (Pampa salvaje), regia di Hugo Fregonese (1965)
- Whity, regia di Rainer Werner Fassbinder (1971)
- I 7 minuti che contano (The Seven Minutes), regia di Russ Meyer (1971)
- Star's Lovers, regia di James Toback (1983)

### Televisione
- The Doctor – serie TV, episodio 1x36 (1953)
- Douglas Fairbanks, Jr., Presents – serie TV, 9 episodi (1953-1956)
- The Vise – serie TV, 61 episodi (1954-1955)
- Crusader – serie TV, episodio 1x36 (1956)
- Telephone Time – serie TV, episodio 2x06 (1956)
- The 20th Century-Fox Hour – serie TV, episodio 2x11 (1957)
- O.S.S. – serie TV, 26 episodi (1957-1958)
- Gunsmoke – serie TV, episodio 4x06 (1958)
- Avventure in paradiso (Adventures in Paradise) – serie TV, episodio 1x21 (1960)
- The Americans – serie TV, episodio 1x01 (1961)
- Scacco matto (Checkmate) – serie TV, episodio 2x29 (1962)
- Missione segreta (Espionage) – serie TV, episodio 1x22 (1964)
- Selvaggio west (The Wild Wild West) – serie TV, episodio 1x15 (1965)
- Bonanza – serie TV, episodio 6x33 (1965)
- Gli uomini della prateria (Rawhide) – serie TV, episodio 8x08 (1965)
- Gli invincibili (The Protectors) – serie TV, episodio 1x06 (1972)

## Doppiatori italiani
- Adolfo Geri in Gli amori di Carmen
- Roberto Gicca in Salvate il re
- Stefano Sibaldi in Baciami Kate!
- Manlio Busoni in Il re dei re
- Pino Locchi in La storia di Esther Costello